# 天龍人 (ネット用語)
天龍人（てんりゅうじん）または天龍国（てんりゅうこく、繁体字中国語: 天龍國）は台湾におけるインターネットスラング。由来は台湾でも展開されている日本の漫画作品『ONE PIECE』（原作：尾田栄一郎）における特権階級の名称「天竜人（てんりゅうびと）」。
台湾における政商や支配階級、あるいは台北に居住し、かつ苦労知らずな人間を揶揄する意味合いで使われる。今ではネットユーザーにとどまらず、台湾メディアも頻繁にこの用語を報道で使用するようになった。

## 背景

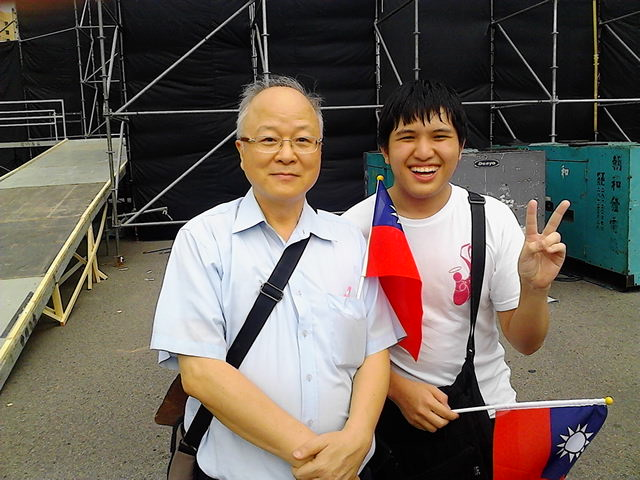
郭冠英（左側）

2009年「范蘭欽（プロフィールは女性）」、「郭才子」なる人物が自らを『高級外省人』、台湾を『鬼島』、本省人を『倭寇』、または『台巴子』（上海語：[dèpa̋tsz̩᷆]。中国大陸における台湾人への蔑称）と称したことから、インターネット上で大論争が勃発した。ネットユーザーの人肉捜索により当時行政院新聞局の海外駐在員だった新黨所属立法委員の郭冠英がこれらのペンネームで投稿していたことが判明し、郭は辞職に追い込まれている。
そして自虐を込めて台巴子と自称するネットユーザーが現れ、対峙する外省人権力者を『高級外省人』あるいは『高級人』と呼ぶようになり、ついには『ONE PIECE』作中での「世界貴族」の別称である「天竜人（てんりゅうびと）」を以ってそれら高級支配層を皮肉るようになった。
現在では大多数の市民が台北人を例える意味でこの言葉を用いている。

## 台湾における用法

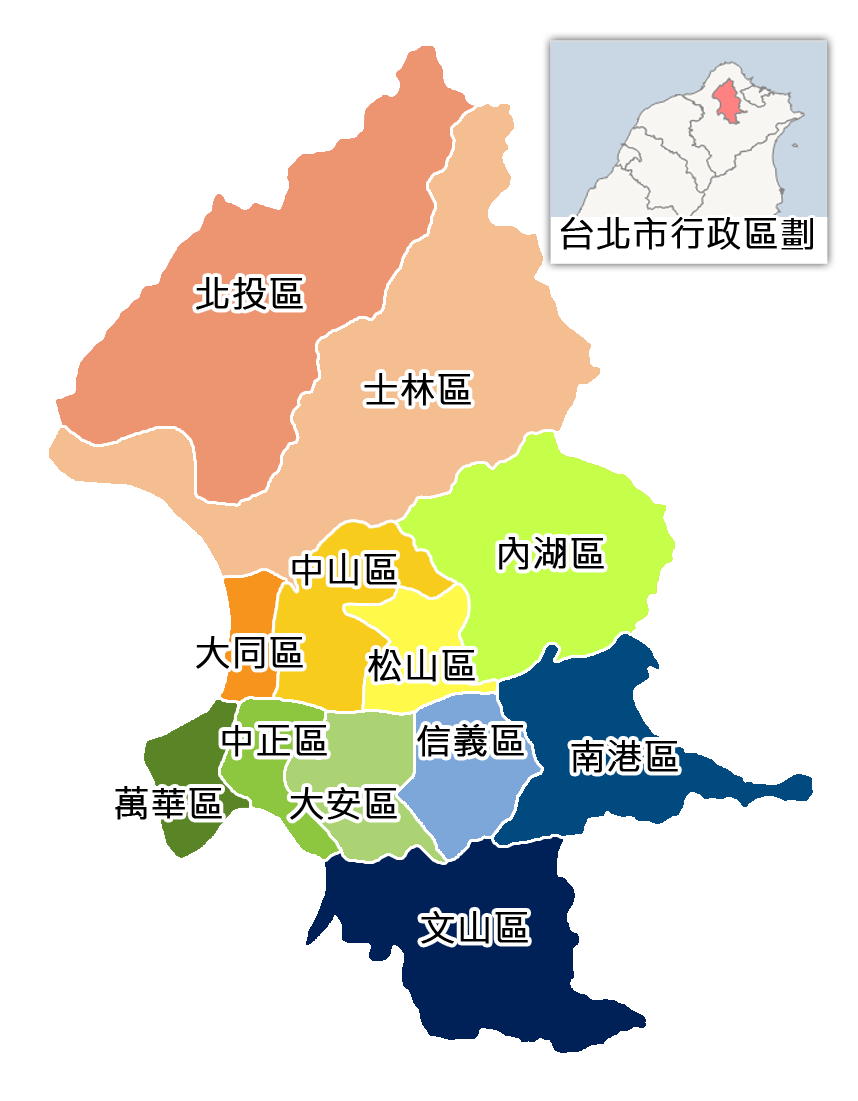
台北市の行政区分地図

「天龍人」は台湾最大のインターネット掲示板である批踢踢（PTT）で最も議題が幅広くユーザー数も多いゴシップ板（中国語: 八卦板、PTT Gossiping）で郭の筆禍事件を契機に乱立したスレッドで風刺語として始まった。郭の発言を引用して自分たちをその言葉で自嘲するとともに、外省人であっても庶民層のユーザーまでが『低級外省人』、『下級外省人』と自称するようになった。そして郭を『天龍人』と皮肉るとともに次第にその対象は政商、権力者、太子党と呼ばれるエリート層、富裕層全体に広がっていった。
（注：『太子党』は本来は中国側の共産党高級幹部の子息を指すが、台湾では両岸関係の深化により、中国国民党ら汎藍に属する側を指す場合がある。）
やがて、これらの政治、経済、報道、司法の4権を包括した社会資本全体を掌握する分野に属し、他者より上層位であると自認しながらも表面上は社会的好感度が高い層や、醜聞を揉み消したり、中下層階級には苛烈な競争を強いながらも、自らはその権力と地位およびそれらに属すことにより享受できる特権・恩恵を貪る全ての人物を総称する者へと変貌していった。それらの特権階級を世襲する者も例外ではなかった。
こうしてアメリカにおけるWASP、その他の国家での経済が相対的に発達した地域や大都市圏の市民、清朝における旗人（八旗制に属した特権層）と似たような、台湾における特定の集団を「天龍」というたった1語で定義する流れができた。
『天龍』という語彙は台北そのものを面白おかしく表現することが多い。『天龍國（天龍国）』は台北の別名であり、『天龍人』は通常台北人を指す。中でも特に不動産価格が高く、富裕層が多く居住する大安区や信義区は『天龍區（天龍区）』と呼ばれ、支配層が居住する士林区の天母地区は『天龍城』（天龍都市の意）と呼ばれる。広義では中南部出身者を中心に、本来であれば『天龍國』の外側に属しているとされる新北市などを含む台北都市圏や台湾北部全体の範囲を指す場合もある。
KUSO文化を好むネットコミュニティでは格好の素材となり、「天龍人視点での台湾」と題し、ONE PIECE作中に登場するドーン島のゴア王国王宮を天龍城（天母）、王宮直下の高町を天龍区（大安・信義）、中心街をその他台北市、端町を新北市の一部の区、城壁内外の境界であるグレイ・ターミナルを中山高速公路の泰山料金所もしくは台中市、その外側を台湾南部、コルボ山を中央山脈、フーシャ村を台東県などの東部に置き換えたパロディ画像が投稿され、大反響となった。
ネット以外での社会全体での定着度、認知度があまりにも高くなり、過度なジョーク、ユーモア表現を端としていることもあり、台北市議だけでなく国家通訊伝播委員会までが苦言を呈する事態も起きている。
また、他国の同様の地域対立や高物価都市を形容する際にも「●●的天龍国（●●は外国の地名）」という表現をしている。

### 派生語
新天龍國/第二天龍國
ハイテク産業が集積する新竹市や、新竹県の一部（竹北市など）を指す。平均所得が台北に次いで高い（里単位では台北を上回る場合もある）ことや、2010年代後半以降の物価や地価の上昇率が全国屈指であることから。

### 対義語
下港人
ネット発祥ではなく、明朝から清朝にかけての時代に海上交通の要衝だった台南の安平港周辺の住人を指して下港人という語句が用いられていた。戦後に自虐的な意味を帯びるようになり、現在は高雄市などを含む南部出身者全体を指す。北部は上港、頂港（淡水港、基隆港のこと）という。
N等国民/市民/公民
行政や政策（特に中央官庁）に対する不満を述べるときに『○○人不是二等國民（○○市民は二等国民ではない）』という形で市民、地方政治家に至るまで自虐的に多用し、報道でもそのまま使われる。前半部分を三等や次等、後半部分を公民や市民で言い換える表現もある。一等は中央政府であったり台北を指す。

## 事例

### 「ドナルド・マクドナルド・ハウス」事件
| ルシファー・チュー |  | レオン・ダイ |
| ルシファー・チュー |  | レオン・ダイ |

2012年7月、マクドナルド台湾法人は自社の慈善基金で台北市大安区錦安里に重症小児がん患者とその家族への支援施設『ドナルド・マクドナルド・ハウス』を設立しようとした。しかし当該地域住民は地価への影響を憂慮し猛烈な反対運動を展開、オンラインで自身たちの怒りをぶちまけた。記者の取材時に錦安里長は『反対しているのは一部だけであり全体ではない』と語っていた。
これに対し『宅神』（オタクの神様）と言われる人気作家の朱学恒（ルシファー・チュー）は住人たちを「『天龍国』に長く住みすぎだ。」などと痛烈に批判しただけでなく、東森記者からの伝聞としたうえで、「チラシを配ってまで反対を推進している一部住人を取材した記者が『彼らは自分たちを権威がある高級公務員と言っていた』」と自身のFacebook上で暴露した。
同日にTVBSが電話取材をした住民の1人は「健常者が来るなら私たちもこんなに反対はしない！」と口走った。
錦安里の里長は「彼らは知りもしない外国や後進国の難病児のことまで気にかけている。それが伝染病であっても」と擁護したものの、鄰長は「癌が伝染しないなんて嘘だ」と言われたという。
俳優、映画監督の戴立忍（レオン・ダイ）はこの騒動に対し「『天龍国』という言葉は一連の不遜行為の形容詞であって、特定地域を指すものではない。」とコメントしている。
翌2013年4月にマクドナルド・ハウスが無事落成、オープンを迎えた。
錦安里長は「圏内の商店従業員や住民100人超がハウスのボランティアに志願しているだけでなく基金への寄付も行ったし、これからも利用者に寄り添っていく。『私たちは天龍國の住民ではない。』」と強調した。

### 2014年台北市長選
台北市長選の最中に、市内の野良犬をすべて殺処分する公約を掲げて批判を浴びた連勝文は、公約を撤回したものの市内保護施設の用地捻出が難しいことから、雲林県や嘉義県へ移送する計画を提唱した。これが当該県長らの反発を招いただけでなく、対立候補の柯文哲にも『天龍国の態度だ（天龍國的態度）』と言われる羽目になった。

### その他
- 民主進歩党では政策を論じる党の日本語版サイトでも『「天龍国視点（台北視点）」、「台北から天下を論じる」』という文を掲載している[42]。2017年、蔡英文政権が提唱しているインフラ投資計画「前瞻基礎建設計画」においても、整備計画案がこれまで手薄だった南部に手厚いことに対し元台北市長の郝龍斌が無駄な事業と批判し、南部自治体首長らが一斉に反発した。政治家本人が直接用いていなくても、ニュースの見出しや記事では『天龍國』の文字が多用されている[43][44]。

- 柯文哲は市長任期中にも失言を含む様々な発言を残している。「街や駅のエスカレーターで右側に立つ者がいれば、それは天龍国人（台北人）だ」[45][注 1]。また、柯の「南部の路線バスをロケーションアプリなしで乗ることは愚かなこと」という発言に対しては、台南市長の黄偉哲が「柯は地方（新竹）出身だが、首都の市長になると南部のバスを嘲笑している。彼には全くもって共感力がない。台北捷運は1兆NT$を投じておきながら毎年数十億NT$の赤字を出している」と反論しただけではなく、「台北市長」の役職を『天龍國王』と表現した。実際には南部では2010年ごろからバスロケーションアプリが導入されていたため、発言自体が不適当だったことになり、柯は後日謝罪に追い込まれた。先述のように市長就任前に対立候補の連勝文の言動を天龍人と批判した柯にとっては手痛い失言として跳ね返ってくる結果となった[46]。

- 2022年中華民国統一地方選挙で高雄市長の候補者だった柯志恩（中国語版）（中国国民党）は、新型コロナ感染に伴う隔離期間中に高雄ではなく台北で滞在し、Facebookで高雄市政の評論を行っていたことについて、台湾基進や民進党側から「傲慢としか言いようがない。（新北市長の）侯友宜が台北から新北市政を、（台中市長の）盧秀燕が台北から台中市政を語るぐらい有り得ない観点」「『天龍人の観点』で南北戦争を引き起こすなら、それは高雄人の心をただ傷つけるだけだ」などと批判を浴びた[47]。

### 註釈
1. ↑  台湾でも、関西圏以外の日本と同様に手エスカレーターの左側を空ける慣行があるが、首都台北を離れるとその定着度合が低下する